# 아나이
아나이(Anahí, 1983년 5월 14일 ~ )는 멕시코의 배우, 가수이며, 음악 그룹 RBD의 구성원이였다. 남편인 마누엘 벨라스코가 멕시코 치아파스주 주지사가 되면서 주지사 부인직도 수행했다.

## 음반 목록
- Anahí (1993)
- ¿Hoy Es Mañana? (1996)
- Anclado En Mi Corazón (1997)
- Baby Blue (2000)
- Mi Delirio (2009)
- Inesperado (2016)